# Generalvalget i Portugal 1918
Generalvalget 1918 blev afholdt i Portugal den 28. april 1918, og kom efter et kup af Sidónio Pais i december 1917. Valget blevet boykottet af Partido Democrático, Partido Republicano Evolucionista og Partido da União Republicana, der havde vundet over 90% af pladserne ved valget i 1915.
Selv om de omfattede den første direkte afstemning valg til posten som præsident, var den eneste kandidat Pais. I parlamentsvalget var resultatet en sejre for Partido Nacional Republicano, der vandt 108 ud af 155 pladser i Repræsentanternes hus og 32 ud af 73 pladser i det indirekte valgte Senatet.

## Resultater

### Præsident
| Sidónio Pais                    | Partido Nacional Republicano    | 513,958 | 100  |
| Ugyldige/blanke stemmer         | Ugyldige/blanke stemmer         |         | –    |
| Totalt                          | Totalt                          | 513.958 | 100  |
| Registrerede vælgere/deltagelse | Registrerede vælgere/deltagelse | 900.000 | 57.0 |
| Kilde: Nohlen & Stöver          |                                 |         |      |

### Parlamentet
| Parti                           | Repræsentanternes hus | Repræsentanternes hus | Repræsentanternes hus | Repræsentanternes hus | Senatet | Senatet | Senatet  | Senatet |
| Parti                           | Stemmer               | %                     | Mandater              | +/–                   | Stemmer | %       | Mandater | +/–     |
| ------------------------------- | --------------------- | --------------------- | --------------------- | --------------------- | ------- | ------- | -------- | ------- |
| Partido Nacional Republicano    |                       |                       | 108                   | Nyt                   |         |         | 32       | Nyt     |
| Causa Monárquica                |                       |                       | 37                    | Nyt                   |         |         | 10       | Nyt     |
| Partido do Centro Católico      |                       |                       | 5                     | +4                    |         |         | 1        | 0       |
| Andre partier og uafhængige     |                       |                       | 5                     | –8                    |         |         | 30       | +27     |
| Ugyldigt/blanke stemmer         |                       | –                     | –                     | –                     |         | –       | –        | –       |
| Totalt                          |                       | 100                   | 155                   | –8                    | 513.958 | 100     | 73       | +4      |
| Registrerede vælgere/deltagelse | 900.000               |                       | –                     | –                     | 900.000 | 57,0    | –        | –       |
| Kilde: Nohlen & Stöver          |                       |                       |                       |                       |         |         |          |         |

## Efterfølgende
Pais blev myrdet i Lissabon den 14. december. Den 16. december blev João do Canto e Castro derfor i stedet valgt af parlamentet for en "overgangsperiode".